# GSC180-2568
GSC180-2568 — хімічно пекулярна зоря спектрального класу Sr, що має видиму зоряну величину в смузі V приблизно 10,0.

## Пекулярний хімічний склад
Зоряна атмосфера GSC180-2568 має підвищений вміст 
Cr
.